# Kusta
Kusta (héberül: קושטא, Kushta) a Talmudban említett mitikus város, amelyben a legenda közkeletű változata szerint a halál egyetlen lehetséges oka az volt, ha valaki valótlanságot mondott. A város neve az igazság jelentésű arámi szóból ered.
Azonban az eredeti forrásban található rövid történet szerint Kusta lakói nem voltak halhatatlanok, hanem egy óvatlan ember ártalmatlannak tűnő hazugsága is azonnal két fia halálát okozta.
Más zsidó forrásokban és a Talmudban is szerepel a Kushta név több más változata is, mint például Kushin, Kushi és Kushta de-Tzidonai (héberül: קוּשְׁטָא דְּצִידוֹנַי), de ezek sem utalnak egy konkrét, valós városra.

## Érdekességek
- Konstantinápoly héber neve a Nagy Kustandina vagy röviden: Kusta (héberül: קושטא) volt.

- Ókori logikai példatörténet a kettős tagadás kihasználásáról az igazmondók és hazugok városával kapcsolatban.

## Forrás
- Matityahu Glazerson: Torah, Light and Healing: Mystical Insights into Healing, Rowman & Littlefield, 1996, ISBN 146163217X.
- Rabbi Jay Kelman: Sanhedrin 97: Nothing But the Truth, 2017. november 1.
- Sanhedrin 11.42 (arámi és angol)